# A szingularitás küszöbén
A szingularitás küszöbén (The Singularity Is Near) egy 2005-ben megjelent ismeretterjesztő könyv Ray Kurzweil tollából. A könyv a mesterséges intelligenciával és az emberiség jövőjével foglalkozik, azon belül is a nanotechnológia, a technológiai szingularitás és a transzhumanizmus irányaival és lehetőségeivel. Kurzweil ezen írása két korábbi könyvén alapul, a The Age of Intelligent Machines-on (1990) és a The Age of Spiritual Machines-on (1999).
Magyarországon az Ad Astra jelentette meg 2013-ban. A fordítást Koronczay Dávid lektorálta.

## Filmadaptációk
Barry Ptolemy cége, a Ptolemaic Productions 2006-ban vásárolta meg A szingularitás küszöbén megfilmesítési jogát. Kurzweil könyve alapján el is készítették a Transcendent Man című dokumentumfilmet. A film sikeresnek bizonyult, és ez vezetett oda, hogy többen is érdeklődni kezdtek a könyv iránt.
A szerző maga is rendezett egy filmet művéből, azonos címmel. A film ötvözi a dokumentumfilm és a sci-fi elemeit. Főszereplője egy Ramona nevű robitikus avatár, akinek végignézhetjük a mesterséges intelligenciává való átalakítását. A World Film Festivalon, a Woodstock Film Festivalon, a Warsaw International FilmFesten, a San Antonio Film Festivalon és a San Francisco Indie Film Festivalon került sor a levetítésére 2010 és 2011 között. A tömegek számára 2012. július 20.-án vált elérhetővé, és azóta megvásárolható DVD-n, de digitálisan is letölthető. Az érdeklődők számára készült egy kedvcsináló is hozzá.

## Magyarul
- A szingularitás küszöbén. Amikor az emberiség meghaladja a biológiát; Ad Astra, Bp., 2013

## Külső hivatkozások
- A könyv a Moly.hu-n.
- Részlet a könyvből.
- Elemzés a könyvről